# تویوا
تویوا (به لاتین: Tuiwa) یک منطقهٔ مسکونی در چین است که در تبت واقع شده‌است. تویوا ۵٬۰۷۰ متر بالاتر از سطح دریا واقع شده‌است. که بعد از لارینکونادا به عنوان سکونتگاه بلند مرتبه دنیا شناخته می‌شود.